# Kojice

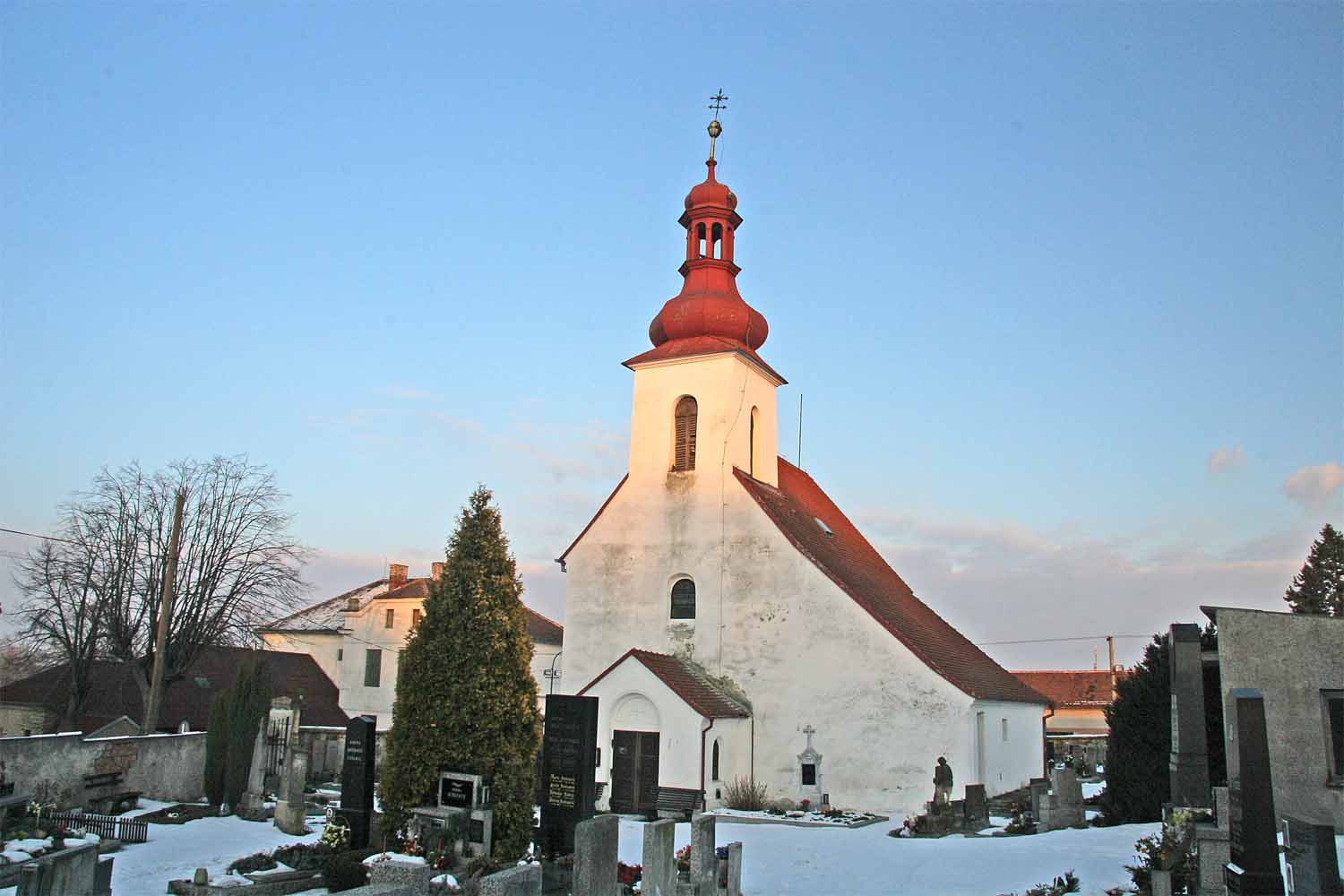
Kirche St. Peter und Paul

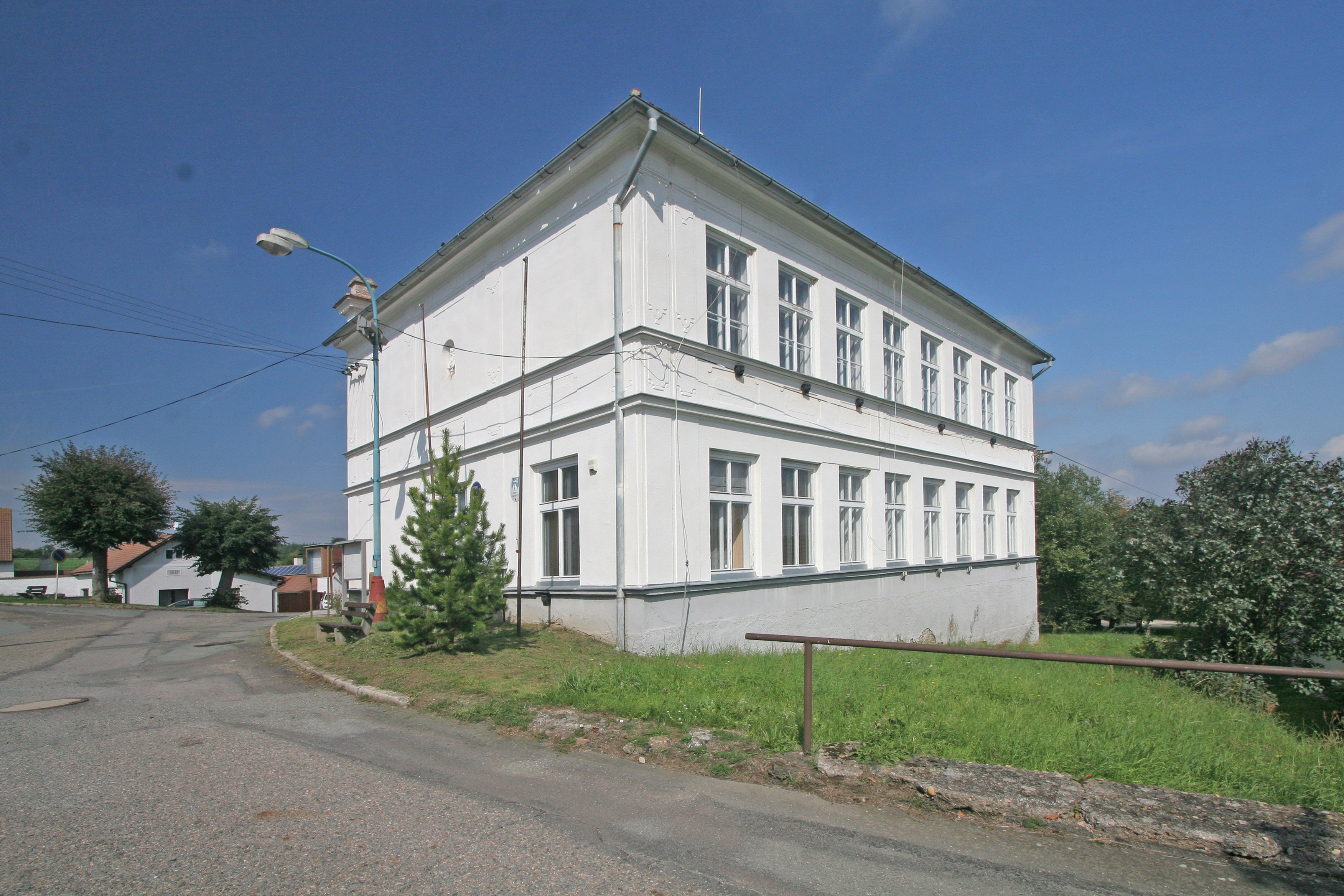
Gemeindeamt

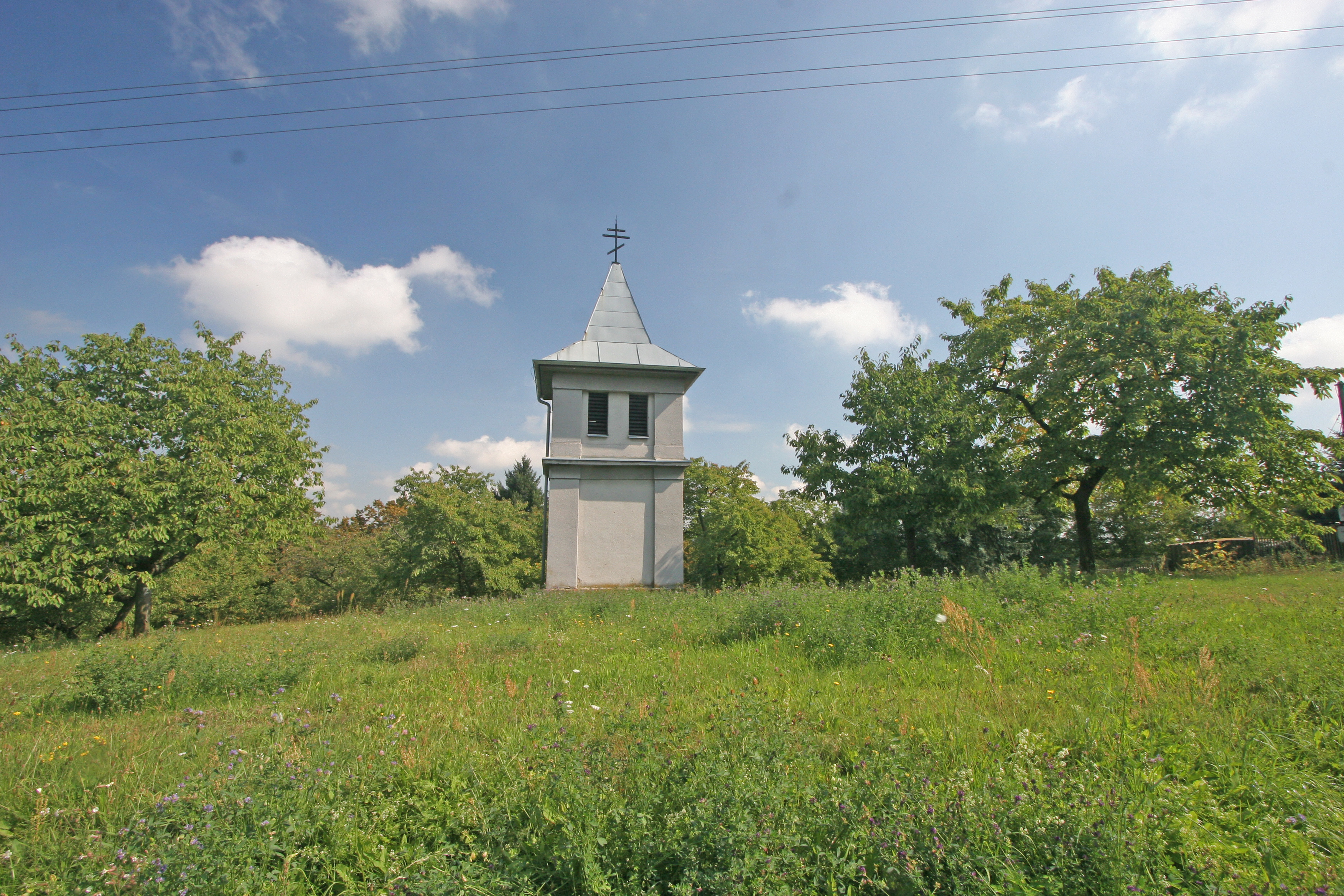
Glockenturm

Kojice (deutsch Kojitz) ist eine Gemeinde in Tschechien. Sie liegt zwei Kilometer westlich von Chvaletice und gehört zum Okres Pardubice.

## Geographie
Kojice befindet sich auf einer Terrasse über dem linken Ufer der Elbe. Das Dorf liegt am nordwestlichen Fuße der zum Eisengebirge gehörigen Chvaletická hornatina am Bach Maršava. Durch Kojice führt die Staatsstraße II/322 zwischen Chvaletice und Týnec nad Labem, am nördlichen Ortsrand verläuft die Bahnstrecke Česká Třebová–Praha. Südlich erheben sich die Vratiškova (251 m n.m.) und der Na Vratech (265 m n.m.), im Südwesten der Na Votejneči (248 m n.m.) sowie nordwestlich der Šibeník (237 m n.m.).
Nachbarorte sind Svárava, Uhlířská Lhota und Hlavečník im Norden, Labské Chrčice und Selmice im Nordosten, Chvaletice im Osten, Bernardov und Kobylnice im Süden, Záboří nad Labem und Vinařice im Südwesten, Týnec nad Labem im Westen sowie Pazderna, Bambousek, Bělušice und Krakovany im Nordwesten.

## Geschichte
Archäologische Funde belegen eine Besiedlung des erhöhten Platzes über dem Elbtal seit dem zweiten Jahrhundert durch die Latènekultur; an der Stelle des Dorfes befand sich eine Befestigungsanlage. Zum Ende des 12. Jahrhunderts wurde am Salzsteig bzw. Strenitzer Steig eine Feste errichtet, neben der eine Kirche entstand.
Die erste urkundliche Erwähnung des Dorfes erfolgte 1238. Držislav von Kojice verkaufte nach 1301 einen Teil des Dorfes an das Zisterzienserkloster Sedlec. Im Jahre 1338 führten Držislavs Söhne Dalibor und Vrš einen Streit mit dem Kloster über die Güter in Kojice; dabei wurde auch die Feste erstmals erwähnt. Der Besitz der Brüder umfasste außer der Feste lediglich einen Freihof. Ab 1361 war Dalibor von Kojice alleiniger Besitzer des Feste und des zugehörigen Anteils am Dorf. Während der Hussitenkriege wurde das Kloster Sedlec 1421 von den Hussiten unter Jan Žižka überfallen und niedergebrannt; anschließend bemächtigten sich verschiedene Adlige des umfangreichen Grundbesitzes. König Sigismund überschrieb am 21. September 1436 das Teinitzer Gut mit dem Städtchen Tajnec, dem klösterlichen Anteil von Kojice sowie weiteren Dörfern erblich an Vaněk von Miletínek, einen Bruder des gemäßigten Hussitenhauptmanns Diviš Bořek von Miletínek. Im selben Jahr erwarb der Besitzer der Feste Kojice, Václav Hrůza von Chelčice auch den Anteil von Vaněk von Miletínek und vereinigte beide Teile des Dorfes. Václav Hrůza wurde 1444 durch Ulrich II. von Rosenberg zum Burggrafen von Prachatice ernannt; sein Sohn Bohuslav Hrůza von Chelčice nutzte die Feste Kojice nicht als Herrensitz und überließ sie dem Verfall. Nach dem Tode des kinderlosen Bohuslav Hrůza wurde Wilhelm von Landstein mit dem Gut Kojice belehnt, dagegen klagten im Jahre 1475 Bohuslavs Erben, der Troppauer Landeshauptmann Bernhard Birka von Nassiedel und dessen Sohn Hynčík vor dem Hofgericht. Im Zuge dieses Streits wurde die Feste als wüst bezeichnet. Im Jahre 1502 kaufte Wilhelm von Pernstein das Gut Kojice und schlug es der Herrschaft Pardubitz zu. Wilhelm von Pernstein vererbte 1521 seine böhmischen Güter seinem jüngeren Sohn Vojtěch, nach dessen Tod fielen sie 1534 seinem Bruder Johann zu. Johann von Pernstein hinterließ 1548 seinem Sohn Jaroslav hohe Schulden. Am 21. März 1560 veräußerte Jaroslav von Pernstein die gesamte Herrschaft Pardubitz an König Ferdinand I. Dessen Nachfolger Maximilian II. übertrug die Verwaltung der königlichen Herrschaften der Hofkammer.
Im Jahre 1835 bestand das im Chrudimer Kreis gelegene Dorf Kogitz aus 61 Häusern, in denen 441 Personen, darunter 18 protestantische und eine jüdische Familie lebten. Im Ort gab es die Filialkirche St. Peter und Paul sowie eine Filialschule. Katholischer Pfarrort war Elbe-Teinitz. In den Jahren 1842–1845 wurde entlang der Alten Elbe durch die Elbauen die k.k. Nördliche Staatsbahn angelegt. Bis zur Mitte des 19. Jahrhunderts blieb Kogitz der k.k. Kameralherrschaft Pardubitz untertänig.
Nach der Aufhebung der Patrimonialherrschaften bildete Kojice ab 1849 eine Gemeinde im Gerichtsbezirk Přelauč. Ab 1868 gehörte die Gemeinde zum Bezirk Pardubitz. 1869 hatte Kojice 499 Einwohner und bestand aus 75 Häusern. In den 1870er Jahren wurde die Gemeinde in den Gerichtsbezirk und Bezirk Kolin umgegliedert. Im Jahre 1900 lebten in Kojice 525 Menschen, 1910 waren es 558. 1930 hatte Kojice 568 Einwohner. 1949 wurde Kojice dem neu gebildeten Okres Přelouč zugeordnet. Dieser wurde im Zuge der Gebietsreform von 1960 aufgehoben, seitdem gehört die Gemeinde zum Okres Pardubice. Im Jahre 1977 wurde der Kindergarten errichtet. 1988 erfolgte die Schließung der Schule, das Schulhaus dient heute als Gemeindeamt.
Beim Zensus von 2001 lebten in den 159 Häusern der Gemeinde 428 Personen. Seit 2003 führt die Gemeinde ein Wappen und Banner.

## Sehenswürdigkeiten
- Romanische Kirche St. Peter und Paul. Der Legende nach soll bei der Kirche ein Zisterzienserinnenkloster bestanden haben.
- Glockenturm
- Wüste Feste Kojice, sie ist seit 1475 wüst. Erhalten ist ein runder Hügelstumpf am Rande des Tals der Maršava, der durch einen drei Meter tiefen Graben und einen vier Meter hohen Wall geschützt ist. Zu Beginn des 20. Jahrhunderts waren noch Mauerreste erhalten.
- Gedenkstein für die Gefallenen des Ersten Weltkrieges
- Gedenkstein für die Gefallenen des Zweiten Weltkrieges
- Gedenkstein für T. G. Masaryk
- Versumpfte Altarme der Elbe, als Naturreservat Týnecké mokřiny unter Schutz gestellt